# Alejandro Kurz
Alejandro Kurz (n. Buenos Aires, Argentina, 12 de diciembre de 1982) es un cantante, músico, compositor y escritor de rock argentino. Entre 1998 y 2024 fue el vocalista y guitarrista principal de la agrupación de rock llamado El Bordo. A partir del 8 de octubre de 2024 emprendió un nuevo camino como solista.
Ha editado un total de siete trabajos discográficos de estudio con El Bordo. En paralelo ha colaborado en producciones de diversos artistas de gran resonancia, entre ellos: Jauretche Rock, Martín Bosa, La Mocosa y La Franela. 
En el año 2013 editó su primer libro de poesías, titulado Oikumene.

## Colaboraciones
En 2016 participó en la canción "Te Veré Volver"; un homenaje a Gustavo Cerati compuesto y producido por el músico argentino Damián Gaume junto a otros músicos de renombre como Walter Piancioli (Los Tipitos), Javier Herrlein (Catupecu Machu) y Diego Joaquín (Manto).